# Obertus Giphanius
Obertus Giphanius en latin, Hubert van Giffen en allemand ou Uberto Gifanio en italien (1534 à Buren, comté de Buren - 26 juillet 1604 à Prague, royaume de Bohême) est un historien du droit, professeur d'université, philologue d'origine hollandaise (parfois déclaré de nationalité allemande).

## Biographie
Obertus Giphanius naît en 1534 à Buren dans le comté de Buren. En France, il étudie à Louvain, Bourges et Paris ; il est reçu docteur en droit à Orléans en 1567.
Il est professeur de droit à Strasbourg en 1570.
Obertus Giphanius meurt 26 juillet 1604 à Prague en Bohême

## Œuvres

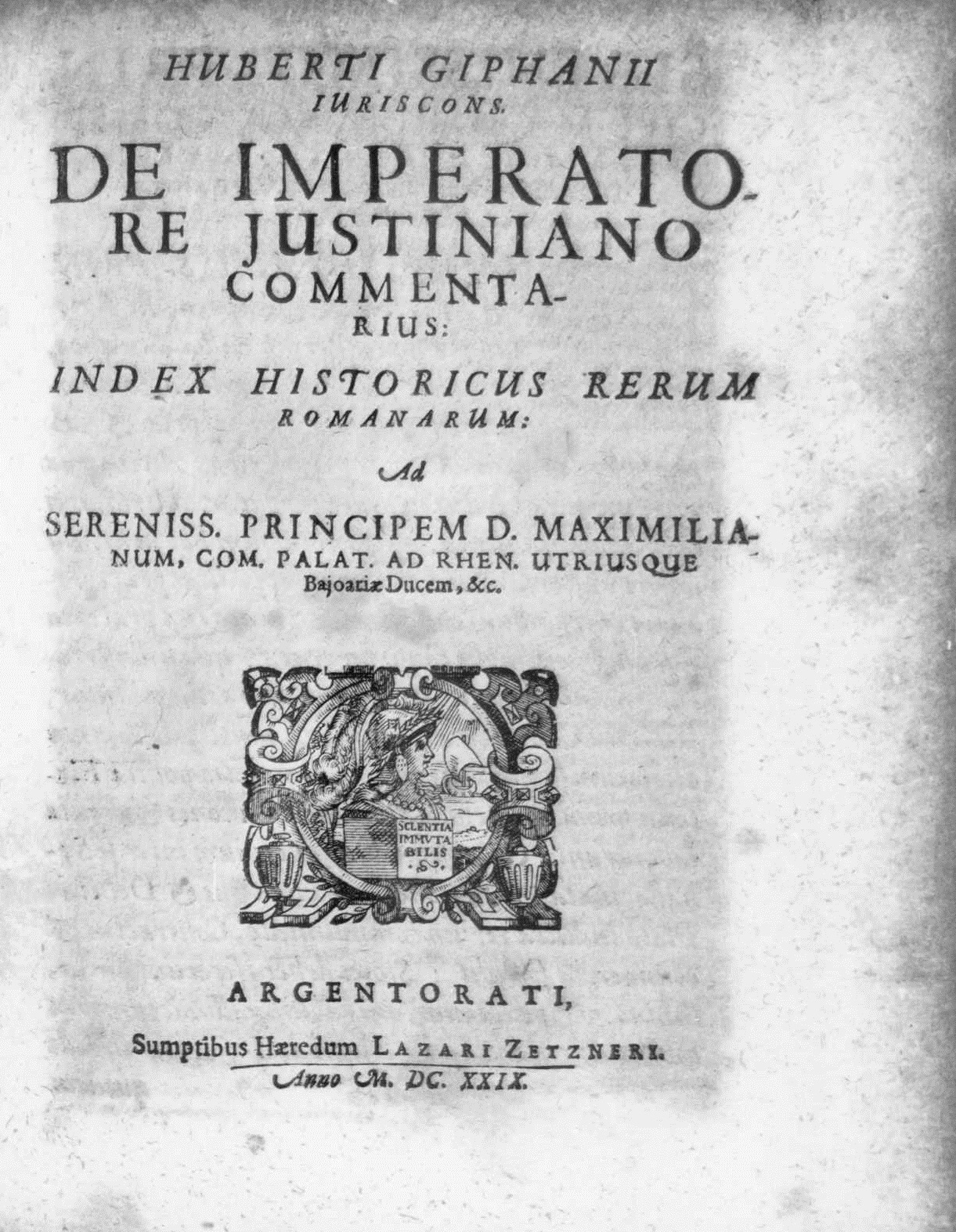
In quatuor libros Institutionum iuris civilis commentarius, 1629

- Édition d'un ouvrage antique : (la) T. Lucretii Cari, De rerum natura libri sex, mendis innumerabilibus liberati; & in pristinum paene, veterum potissime librorum ope ac fide, ab Oberto Gifanio Burano Iuris studioso, restituti, Antuerpiae, 1566
- (la) Theses de usucapione et praescriptionibus temporum, Argentoratum, 1575
- (la) Theses communes de contractibus, de pactis, propriae de mutuo, Argentoratum, 1576
- (la) Theses de testamentis ordinandis, Argentoratum, 1576
- (la) Theses de pactis, Altdorphii, 1584
- (la) Theses de testamento militari, Altorphii, 1586
- (la) Commentarius de divisionibus iuris novis interpretum quorundam maxime glossographorum in theses aliquot coniectis, Altorphium, 1587
- (la) Ilias, seu potius omnia eius quae extant opera, Argentorati, 1588
- Édition d'un ouvrage antique : (la) Homerus, Odyssea, Argentorati, 1588
- (la) Theses de actionibus servitutum, Altdorphii, 1588
- (la) Theses de principiis iuris sumptae ex D. C. tit. de iustitia et iure et tit. de legib., Altdorphii, 1588
- (la) Theses de statu et iure personarum, Altorphii, 1588
- (la) Theses ad nobilem L. XV. Si is qui pro emptore D. de usurpationibus, usucapionibus, Altdorphii, 1590
- (la) De Imperatore Ivstiniano Commentarius. Index Historicvs Rervm Romanarvm et Dispvtatio De Actionibvs empti et Venditi, Ingolstadium, 1591
- (la) Disputatio de actionibus empti et venditi, in theses aliquot coniecta, Ingolstadium, 1591
- (la) Theses De Procvratoribvs et Defensoribvs, Ingolstadium, 1591
- (la) Disputatio de iureiurando, Ingolstadium, 1592
- (la) Disputatio de mutuo, in theses aliquot coniecta, Ingolstadium, 1592
- (la) Theses de fructibus, Ingolstadium, 1592
- (la) Theses de ordinandis et infirmandis testamentis et codicillis, Ingolstadium, 1592
- (la) Disp. de pignoribus et hypothecis, Ingolstadium, 1593
- (la) Disputatio de iniuriis, Ingolstadium, 1593
- (la) Theses iuris de his qui potiores in pignore, quique in priorum locum succedunt, Ingolstadium, 1593
- (la) Theses De Locatione et Condvctione, Ingolstadium, 1594
- (la) Theses de operis novi nuntiatione et interdicto quod vi aut clam, Ingolstadium, 1594
- (la) Theses de solutione, Ingolstadium, 1594
- (la) Theses de rebus pupilli, et minorum XXV. annis sine decreto non alienandis vel obligandis, Ingolstadium, 1595
- (la) Theses de restitutione maiorum XXV. annis, Ingolstadium 1595
- (la) Disputatio ex titulis Codicis de novationibus, de solutionibus, et de evictionibus, Ingolstadium, 1596
- (la) Disp. iuris. de delictis et poenis, in theses aliquot summatim coniecta, Ingolstadium, 1598
- (la) Lecturae altorphinae, Francofurti, 1605
- (la) Antinomiae Iuris Feudalis, Siue Disputationes XI, Francofurti, 1606
- (la) Commentarius in quatuor libros institutionum iuris civilis a Iustiniano principe sacratissimo compositos, perelegans, ac omnibus praesertim in scholis versantibus vere necessarius ac perutilis, Francofurti, 1606